# Əkpər Feyzullayev
Əkpər Əkbər oğlu Feyzullayev (russisch Акпер Акпер оглы Фейзуллаев Akper Akper ogly Feisullajew, englische Transkription Akper Akper oglu Feyzullayev; * 2. November 1945 in Baku, AsSSR, UdSSR) ist ein aserbaidschanischer Geologe und Geochemiker speziell im Bereich der Erdöl- und Erdgasfelder.

## Leben und Leistungen
Əkpər Feyzullayev schloss 1970 sein Studium der Geologie an der Fakultät für Geologie und Exploration des Aserbaidschanischen Erdöl- und Chemieinstituts (heute Aserbaidschanische Staatliche Öl- und Industrie-Universität) ab. 1983 verteidigte er seine Dissertation über Kohlenwasserstoffgase von pliozän-anthropogenen Sedimenten im südöstlichen Teil der unteren Kura-Depression und der geochemischen Suche von Erdöl-Pools in nicht-strukturellen Senken, 1992 erlangte er seinen Doktor der geologisch-mineralogischen Wissenschaften über Kohlenwasserstoffregime von Faltensystemen in Verbindung mit geochemischen Untersuchungen von Öl und Gas. Seit 1973 arbeitete er in verschiedenen Positionen am Institut für Geologie und Geophysik der Akademie der Wissenschaften der AsSSR (heute Nationale Akademie der Wissenschaften Aserbaidschans), zurzeit ist er Leiter der Abteilung für Fluiddynamik von Sedimentbecken. Seit 2006 ist er Professor an der Aserbaidschanischen Staatlichen Öl- und Industrie-Universität und hat der Lehrstuhl für Erdölgeologie und Exploration inne.
Seine wissenschaftlichen Forschungen umfassen die Gebiete der Geologie und Geochemie von Erdöl und -gas, die Fluiddynamik von Sedimentbecken, Schlammvulkanismus, geochemische Explorationsmethoden und Geoökologie.
Im Jahr 2007 wurde Feyzullayev zum korrespondierenden Mitglied der Nationalen Akademie der Wissenschaften Aserbaidschans gewählt, die Ernennung zum wirklichen Akademiemitglied erfolgte am 2. Mai 2017. Ihm wurde am 18. März 2008 die Tərəqqi-Medaille verliehen, er erhielt am 3. November 2015 das Ehrendiplom des Präsidenten der Republik Aserbaidschan überreicht und ist seit dem 7. November 2017 Träger des Əmək-Ordens 3. Klasse. Feyzullayev ist Mitglied der European Association of Geoscientists and Engineers (EAGE), der American Association of Petroleum Geologists (AAPG) und der International Union for Quaternary Research (INQUA).

## Werke (Auswahl)
- Sedat Inan, M. Namik Yalçin, Ibrahim S. Guliev, Kerem Kuliev, A. Akper Feizullayev: Deep petroleum occurrences in the Lower Kura Depression, South Caspian Basin, Azerbaijan: an organic geochemical and basin modeling study. In: Marine and Petroleum Geology. Volume 14, Issues 7–8, 1997, S. 731–762, doi:10.1016/S0264-8172(97)00058-5 (englisch).
- Akper A. Feyzullayev, Ibrahim S. Guliyev, Mushfig F. Tagiyev: Source potential of the Mesozoic-Cenozoic rocks in the South Caspian Basin and their role in forming the oil accumulations in the Lower Pliocene reservoirs. In: Petroleum Geoscience. Volume 7, 2001, S. 409–417 (englisch, gia.az [PDF; 1,9 MB; abgerufen am 22. Mai 2018]).
- G. Etiope, A. Feyzullayev, C. L. Baciu, A.V. Milkov: Methane emission from mud volcanoes in eastern Azerbaijan. In: Geology. Volume 32, Issue 6, 2004, S. 465–468, doi:10.1130/G20320.1 (englisch).
- Giuseppe Etiope, Akper Feyzullayev, Calin L. Baciu: Terrestrial methane seeps and mud volcanoes: A global perspective of gas origin. In: Marine and Petroleum Geology. Volume 26, Issue 3, 2009, S. 333–344, doi:10.1016/j.marpetgeo.2008.03.001 (englisch).
- G. Etiope, A. Feyzullayev, A. V. Milkov, A. Waseda, K. Mizobe, C. H. Sun: Evidence of subsurface anaerobic biodegradation of hydrocarbons and potential secondary methanogenesis in terrestrial mud volcanoes. In: Marine and Petroleum Geology. Volume 26, Issue 9, 2009, S. 1692–1703, doi:10.1016/j.marpetgeo.2008.12.002 (englisch).